# Договір про ліквідацію ракет середньої та малої дальності

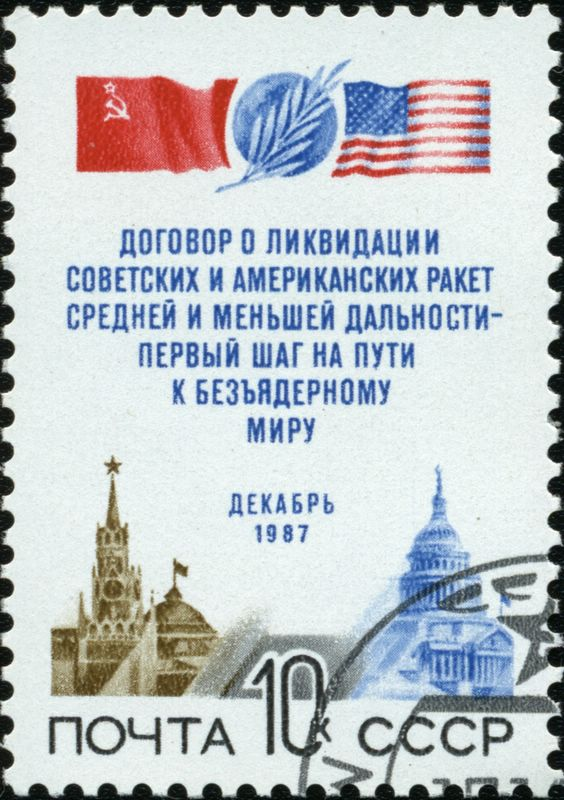
Поштова марка на честь підписання договору

Договір між СРСР та США про ліквідацію ракет середньої та малої дальності (ДРСМД, англ. Intermediate-Range Nuclear Forces Treaty, INF) був підписаний Михайлом Горбачовим та Рональдом Рейганом у Вашингтоні 8 грудня 1987 року під час радянсько-американського саміту. Набув чинності 1 червня 1988.
Учасники договору взяли зобов'язання не виробляти, не випробовувати та не розгортати балістичні та крилаті ракети наземного базування середньої (1000—5500 км) і малої (500—1000 км) дальності. Сторони мали протягом 3 років знищити всі пускові установки та ракети наземного базування з радіусом дії 500—5500 км, включно з ракетами як у європейській, так і в азійській частині СРСР. Це перша в історії домовленість про реальне скорочення наявних озброєнь.
1 лютого 2019 року Дональд Трамп оголосив, що США розпочнуть шестимісячний період виходу з Договору через порушення Росією протягом тривалого часу його умов, зокрема розробки і розгортання ракетної системи 9М729 (SSC-8), що порушує умови договору.
2 серпня 2019 року дія договору про ліквідацію ракет середньої і малої дальності між США та Росією добігла кінця після того, як обидві сторони офіційно з нього вийшли. [⇨]

## Ліквідація ракет
Згідно зі статтею 3 Договору, знищенню підлягали:
- ракети середньої дальності:
  - СРСР — РСД-10 «Піонер», Р-12, Р-14 (за класифікацією НАТО: СС-20, СС-4 та СС-5) та крилаті ракети наземного базування РК-55 (за класифікацією НАТО, SSC-X-4 «Slingshot»),
  - США — «Першинг-2» та BGM-109G (крилата ракета Tomahawk наземного базування).
- ракети малої дальності:
  - СРСР — ОТР-22 «Темп-С» і ОТР-23 «Ока» (СС-12 і СС-23),
  - США — «Першинг-1А».

Загалом СРСР, за договором, мав знищити 1752 ракети, США — 859. До червня 1991 року СРСР ліквідував 1846 ракетних комплексів (із них близько половини — виготовлені ракети, що не були на бойовому чергуванні), США — 846 комплексів.

## Інспекції
Договір також передбачав процедуру інспекцій для стеження за ліквідацією ракет протилежною стороною. У СРСР ракети випускались у містах Воткінськ (Удмуртія) та Петропавловськ (Казахстан), тому саме у них були засновані резиденції американських інспекторів. Одночасно у місті Магна (штат Юта), був створений центр інспекторів з боку СРСР. У Воткінську офіційне відкриття резиденції відбулось у червні 1989 року, на урочистостях був присутній посол США Д. Метлок. Для спеціалістів біля Воткінського машинобудівного заводу збудували селище з 4 двоповерхових котеджів, які отримали назву на честь президентів США: Вашингтон, Джефферсон, Лінкольн, Рузвельт. Встановлено прямий телефонний зв'язок із США. Інспекція проводила цілодобове спостереження та контроль за випуском та ліквідацією ракет. Група інспекторів змінювалась кожні 3 тижні. Згідно договору, місія американців у Росії закінчилась 5 грудня 2010 року, після чого вони остаточно покинули Воткінськ. Російські ж інспектори виїхали із США ще 2001 року, так як 2000 року завод у місті Магна закритий.

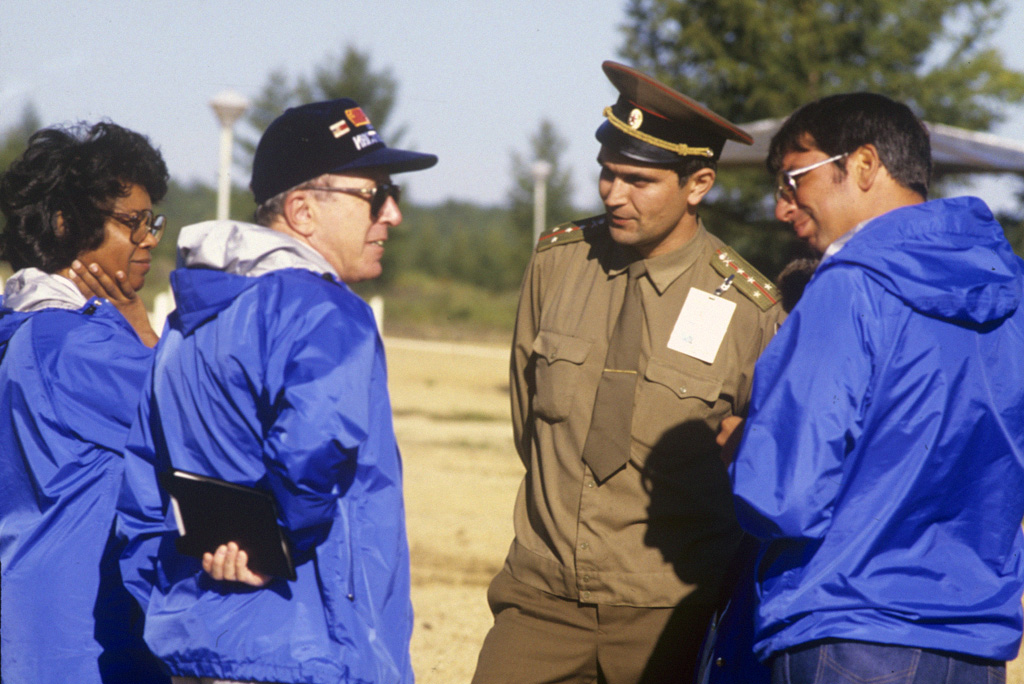
Американські інспектори, 1988 рік, Читинська область
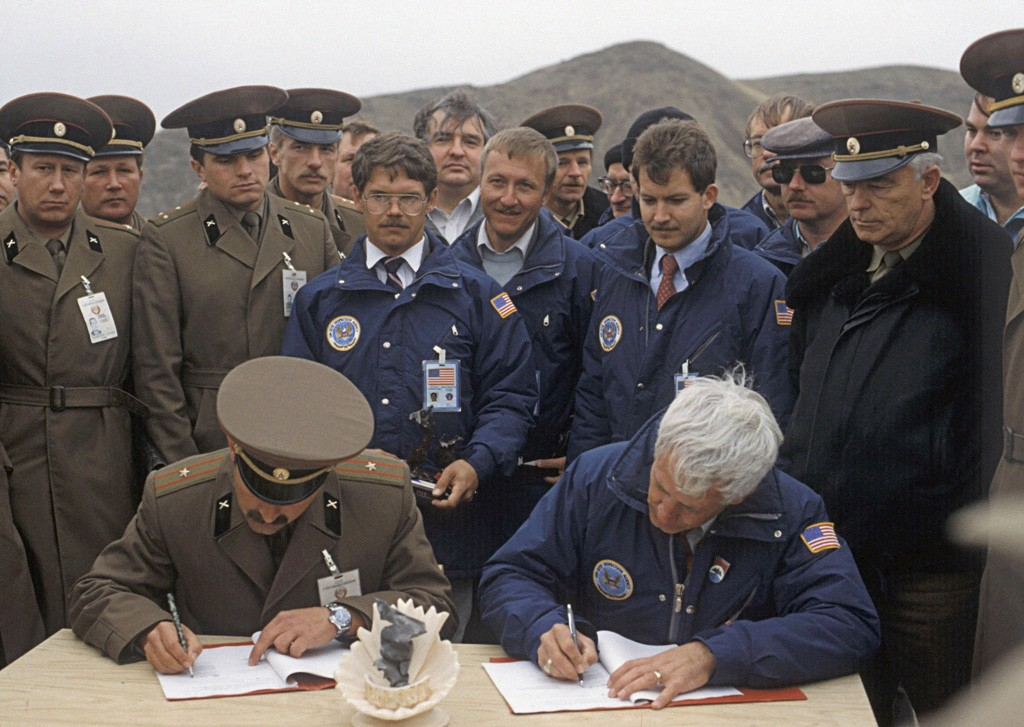
Підписання донесення про ліквідацію останніх ракет, 1989 рік, Казахстан
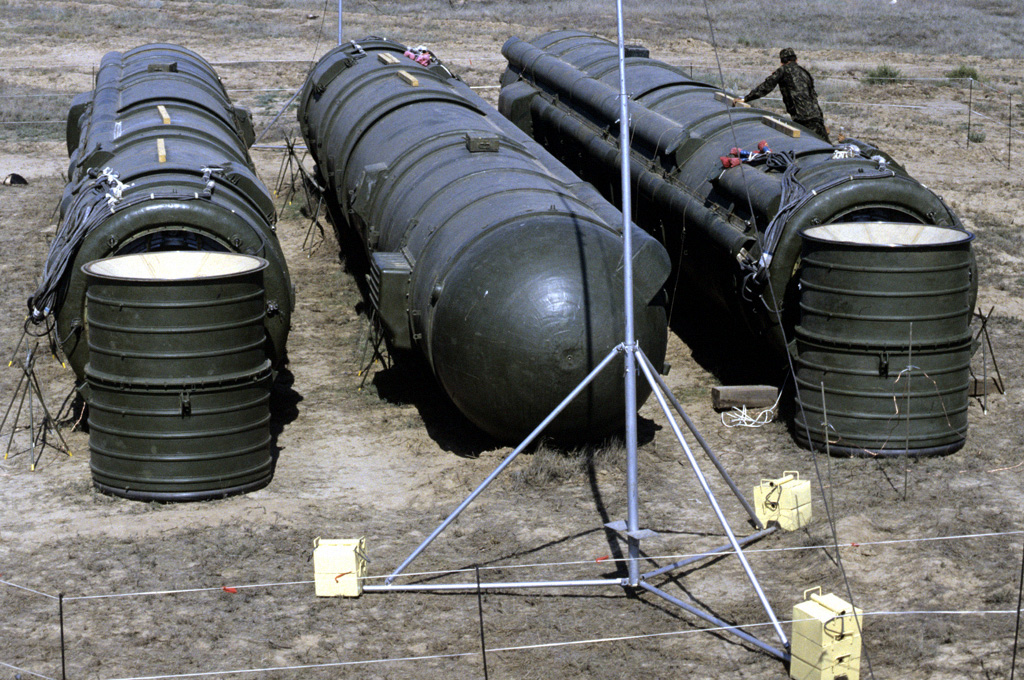
Підготовлені для знищення ракети, 1988 рік, Астраханська область

## Перепідписання договору у 1992 році
Підписаний «під завісу» існування Радянського Союзу договір вже через декілька років втратив актуальність — ситуація в світі змінилася. СРСР знищив 1846 ракетних комплексів (з них близько половини — вироблені ракети, які не перебували на бойовому чергуванні), США — 846 комплексів, а потім СРСР розпався. Тому в 1992 році договір переуклали, залишивши тільки обмежувальні функції. Якщо раніше документ передбачав знищення наявних комплексів і заборону на розробку і прийняття на озброєння подібних, то новий договір просто забороняв розробку і прийняття на озброєння (оскільки фактично всі комплекси обидві сторони уже знищили).
При цьому, крім СРСР і США, у тексті формально фігурували Казахстан, РФ, Білорусь і Україна. Таким чином, Україна фактично позбавила себе навіть примарної можливості мати на озброєнні ракетні комплекси з можливістю ураження цілі на відстані, більшій за 500 км.

## Порушення договору

### ОТРК «Іскандер»

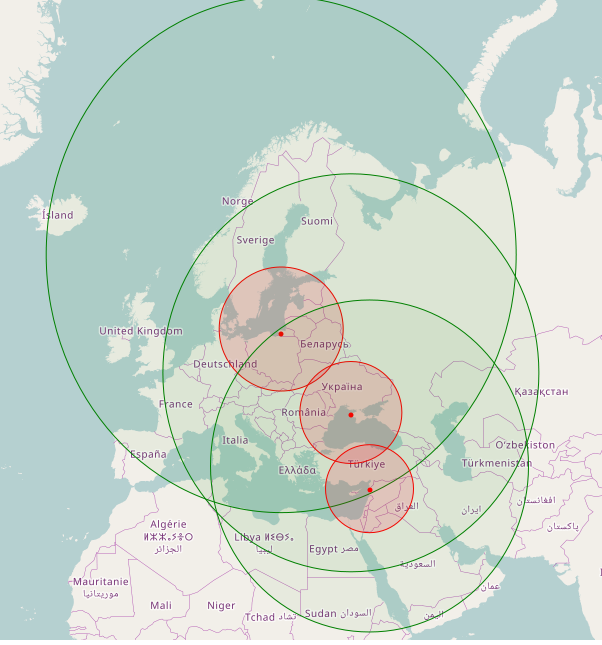
Зона ураження балістичними ракетами (700 км, червоний) та крилатими ракетами (2500 км, зелений) з комплексів «Іскандер» розгорнутих в Калінінградській області, окупованому Криму та авіабазі Хмеймім в Сирії

27 листопада 2012 року адміністрація Президента США Барака Обами поінформувала комітет із закордонних справ сенату про порушення Росією угоди. Офіційно жодної інформації про порушення публічно не було оприлюднено, проте журналісти запідозрили, що може йтись про балістичні ракети РС-26 або РТ-2ПМ «Тополь».
В лютому 2017 року газета New York Times написала, що спроби адміністрації Барака Обами переконати російське керівництво відмовитись від подальших робіт над новою системою в порушення угоди не дали бажаного результату. Було підтверджено розгортання Росією двох батальйонів озброєних новою системою крилатих ракет наземного базування SSC-8 — кодове ім'я МО США для крилатих ракет 9М729 створених для російських комплексів «Іскандер-М» на основі крилатих ракет морського базування «Калібр» (при цьому підкреслено, що відсутність літери «X» в коді означає бойову готовність системи).
Оскільки пускові установки для балістичних ракет надзвичайно схожі з пусковими установками для крилатих ракет (які порушують угоду), це ускладнює відстеження пускових установок з крилатими ракетами, а за умовами угоди — всі пускові установки «Іскандер-М» слід вважати такими, що порушують угоду.
В листопаді 2016 року Сполучені Штати скликали перше за 13 років засідання верифікаційної комісії, на яке запросили представників Росії, Білорусі, Казахстану та України. Російська сторона відкинула будь-які звинувачення в порушенні угоди. 8 березня 2017 року на слуханнях в Конгресі заступник голови Об'єднаного комітету начальників штабів США генерал Пол Селва підтвердив, що Росія створила модифікацію ОТРК «Іскандер» з крилатими ракетами наземного базування чим порушила «дух та призначення» Угоди. Це стало першим публічним офіційним підтвердженням порушення Росією договору.
Питання також викликає і штатна балістична ракета комплексу «Іскандер»: попри офіційно названу максимальну дальність 500 км, за експертними оцінками справжня максимальна дальність балістичних ракет з ядерними бойовими головками або полегшеними звичайними може сягати трохи більше ніж 700 км, тим самим підпадаючи під обмеження договору (як ракета малої дальності).
В жовтні 2016 року під приводом військових навчань Росія перекинула цивільним вантажним судном до Калінінграда комплекси «Іскандер». У зв'язку з перекиданням такої потужної зброї з протестом висловились представники низки сусідніх країн. Так, міністр закордонних справ Литви Лінас Лінкявічюс заявив про можливе порушення договору «про ліквідацію». Разом з попередніми заявами представників США про порушення Росією цієї угоди польські аналітики дійшли висновку, що насправді максимальна дальність балістичних ракет комплексу Іскандер-М може сягати трохи більше  ніж 700 км.
13 лютого 2018 року Директор Національної розвідки США Деніел Коатс в щорічній доповіді про основні загрози безпеці Сполучених Штатів повідомив, що американська розвідка вважає, що Росія створила крилату ракету наземного базування з порушенням Договору про ліквідацію ракет середньої та малої дальності. Проте назви ракетного комплексу, його ТТХ, та кількість виготовлених одиниць названо не було.

### РС-26 «Ярс-М»
Ракетний комплекс ОКР «Рубеж» також викликає певні запитання стосовно дотримання Росією умов договору. Попри невдале перше випробування нової ракети у 2011 році, наступні випробування вже були успішними. В травні 2012 випущена з Плесецька ракета влучила у ціль на полігоні Кура на Камчатці. Відповідно, подолана ракетою відстань — 5800 км, якраз перевищила визначену договором межу в 5500 км для ракет середньої дальності й тому може вважатись міжконтинентальною.
Однак, в жовтні 2012 та червні 2013 проведені нові випробування, але до боєголовки додали «нове бойове навантаження» і ракета вже подолала близько 2000 км до цілі.
Таким чином, Росія формально виконала умови договору «про ліквідацію», та задовільнила умови договору про стратегічні види озброєнь СНВ-ІІІ. Однак наступні випробування та експертні оцінки доводять, що реальна бойова дальність РС-26 «Рубеж» аналогічні РСД-10 «Пионер» (SS-20 Saber) — тобто, саме тій ракетній системі, яка стала причиною для укладання договору «про ліквідацію».
Слід зазначити, що подібно до «Піонеру», який був побудований на основі перших двох ступенів МБР «Темп-2С», РС-26 «Рубеж» ймовірно побудований на основі перших двох ступенів РС-24 «Ярс». Навіть пускові установки для «Піонера» та «Рубежа» мають схожі габарити.
Таким чином, обидві ракетні системи — балістична РС-26 «Рубеж» та крилата ракета 9М729 є саме тими ракетними озброєннями, які договір «про ліквідацію» був покликаний знищити та заборонити.
Російське керівництво, при цьому, заявляло про своє занепокоєння тим, що Китай не є членом договору «про ліквідацію», і в 2005 році ставило це до відома адміністрації Президента США Джорджа Буша.

### Пускові установкимк 41
США порушили Договір про РСМД, розміщуючи в Європі пускові установки протиракет, які можуть бути використані для розміщення крилатих ракет, використовуючи ракети-мішені, подібні за характеристиками з ракетами середньої і меншої дальності наземного базування.
Модулі установок вертикального пуску мк.41, вже розміщених в системі ПРО на території Польщі та Румунії, дозволяють запускати не тільки протиракети «Стандард 2» і «Стандард 3», а й ракети «Томагавк» ( «Томагавк» - крилата ракета середньої дальності (1000-2200 км), здатна нести і ядерні боєголовки).

## Санкції
19 грудня 2017 року Міністерство торгівлі США включило до санкційного списку два російських оборонних підприємства: «Новатор» і «Титан-Баррикады». Тепер будь-які постачання американської продукції цим фірмам мають узгоджуватись з американським урядом. Основною причиною включення до санкційного списку названо порушення Росією договору «про ліквідацію».
У відповідь на запроваджені санкції заступник міністра зовнішніх справ РФ заявив, що звинувачення на адресу Росії безпідставні та не підкріплені жодними доказами. Також він звинуватив Сполучені Штати в порушенні договору «про ліквідацію» через розміщені в Румунії установки протиракетної оборони, які здатні запускати крилаті ракети «Томагавк» (примітка: йдеться про системи вертикального пуску Mk 41).

## Призупинення та ліквідація дії договору
1 лютого 2019 року Президент США Дональд Трамп оголосив, що з 2 лютого США розпочнуть шестимісячний період виходу з Договору через порушення Росією протягом тривалого часу його умов. Причиною була названа розробка і розгортання Росією ракетної системи 9М729 (SSC-8), що порушує умови договору.
2 лютого Президент Російської Федерації Володимир Путін у відповідь на заяву Дональда Трампа заявив про намір призупинення участі Росії в Договорі.
4 березня 2019 року указом президента РФ призупинено участь Росії в цьому договорі.
3 липня 2019 року Путін підписав закон про зупинку Росією дії Договору про ракети середньої та малої дальності.
2 серпня 2019 року США формально вийшли з договору. Цього дня дія Договору про ліквідацію ракет середньої і малої дальності між Сполученими Штатами та Росією збігла — обидві сторони офіційно з нього вийшли.

## Оцінки та наслідки
- 6 березня 2019 року на засіданні РНБО Президент України Петро Порошенко висловив чітку позицію України щодо підтримки США у їхньому рішенні про вихід з ДРСМД та зазначив, що Україна залишає за собою право створювати збройні системи, необхідні для забезпечення своєї обороноздатності, у тому числі відповідне ракетне озброєння[27]. А саме: конструкторські бюро і українська оборонна промисловість отримали завдання на розроблення високоточних ракет підвищеного радіуса дії, які здатні вражати цілі далеко в тилу ворога[28]. Оскільки Верховна Рада України ніколи не ратифікувала зазначену угоду, Україна неухильно дотримувалась положень ДРСМД фактично на добровільній основі[27].
- 1 серпня 2019 року Генеральний секретар ООН Антоніу Ґутерріш заявив, що разом із цією угодою світ втратить «неоціненний запобіжник від ядерної війни».[24]